# كيندال كونراد
كيندال كونراد (بالإنجليزية: Kendal Conrad)‏ هي مغنية وكاتبة غنائية أمريكية، ولدت في 4 سبتمبر 1991 في مقاطعة مونتغومري في الولايات المتحدة.